# Nhơn Lộc
Nhơn Lộc là một xã thuộc thị xã An Nhơn, tỉnh Bình Định, Việt Nam.
Xã Nhơn Lộc có diện tích 12,28 km², dân số năm 1999 là 9.068 người, mật độ dân số đạt 738 người/km².

## Hành chính
Xã Nhơn Lộc được chia thành 6 thôn: An Thành, Cù Lâm, Đông Lâm, Tân Lập, Tráng Long, Trường Cửu.